# Nguba
Un Nguba est un bouclier en vannerie des peuples de la région de l'Oubangui en République du Congo.

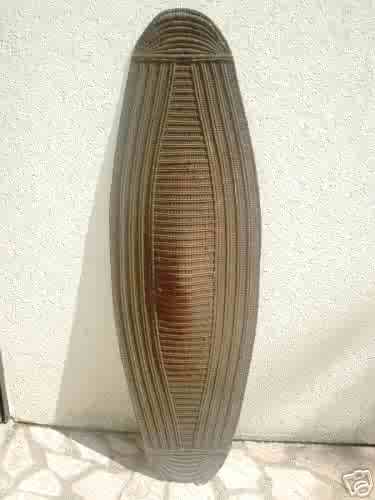
Nguba, bouclier en vannerie des Ngombe du Congo

## Caractéristiques
Ce type de bouclier est fait en vannerie. On le retrouve dans un grand nombre d'ethnies, Bantous ou non Bantous, il s'appelle nguba, guba, wara ou gele selon ces tribus. Chez les Ngombe il est constitué de plusieurs couches de fibres tressées et une pièce de bois ovale sert de poignée. Ce travail de vannerie était traditionnellement réservé aux hommes, sauf chez les Ngiri et les Poto où les femmes pouvaient l'exercer. Le nom Nguba viendrait du proto-bantou gùbà qui veut dire « bouclier ». Chez les Obambas on en trouve faits en peau d'animal.

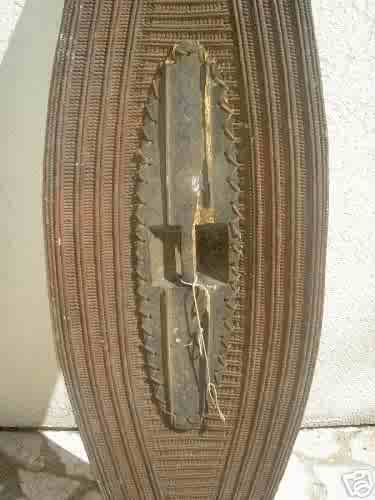
Poignée de bouclier Nguba